# Neptis zaida
Neptis zaida är en fjärilsart som beskrevs av Doubleday 1848. Neptis zaida ingår i släktet Neptis och familjen praktfjärilar. Inga underarter finns listade i Catalogue of Life.